# Neustadt am Kulm
Neustadt am Kulm település Németországban, azon belül Bajorországban. Lakosainak száma 1145 fő (2023. december 31.).

## Népesség
A település népessége az elmúlt években az alábbi módon változott:
| Lakosok száma | 996  | 1085 | 1361 | 1311 | 1205 | 1151 | 1126 | 1118 | 1130 | 1145 |
|               | 1875 | 1950 | 1975 | 1987 | 2012 | 2014 | 2016 | 2017 | 2021 | 2023 |